# 全日本金属産業労働組合協議会
全日本金属産業労働組合協議会（ぜんにほんきんぞくさんぎょうろうどうくみあいきょうぎかい、略称：金属労協（きんぞくろうきょう）、英語：Japan Council of Metalworkers' Unions、略称：JCM）は、日本の金属産業の労働組合が結集する組織である。インダストリオール・グローバルユニオンに加盟している。

## 概要
日本の金属産業における5つの産業別労働組合で組織されており、春季生活闘争ではパターンセッターの役割を担い続けている。

## 沿革
- 1964年（昭和39年）に、国際金属労連日本協議会（IMF-JC）を結成する。
- 1975年（昭和50年）に、全日本金属産業労働組合協議会へ名称変更する。
- 1978年（昭和53年）に、略称を金属労協とする。
- 2012年（平成24年）に、英語の略称をIMF-JCからJCMに改称する。

## 加盟組合
- 全日本自動車産業労働組合総連合会（自動車総連）
- 全日本電機・電子・情報関連産業労働組合連合会（電機連合）
- ものづくり産業労働組合（JAM）
- 日本基幹産業労働組合連合会（基幹労連）
- 全日本電線関連産業労働組合連合会（全電線）

## 地方ブロック
金属労協は、本部直轄で地方ブロックを全国9ヵ所に設置している。また、地方ブロックは金属労協本部との連携のもと、地方連合金属部門連絡会の活動推進のサポートを行っている。
- 北海道ブロック
- 東北ブロック
- 関東ブロック
- 北信越ブロック
- 東海ブロック
- 関西ブロック
- 中国ブロック
- 四国ブロック
- 九州ブロック